# Список супруг византийских императоров
Список супруг византийских императоров включает жён правителей империи за всю историю её существования (Список византийских императоров).
На протяжении веков только три женщины правили Византией самостоятельно, как главы государства: Ирина (муж — Лев IV Хазар), Зоя (мужья — Роман III Аргир, Михаил IV Пафлагон, Константин IX) и Феодора (не замужем; выделена серым). Однако их мужья были не консортами, а полноправными императорами-соправителями, поэтому в таблицу первые две из этих женщин включены наравне с императрицами-консортами (выделены розовым).

Несколько императоров брали себе соправителей — сыновей или братьев, в таком случае их жёны указываются в списке императриц, если данный соправитель включен в устоявшийся список императоров Византии. В таблице выделены жёлтым узурпаторы и правители со спорными правами; а также жёны до восшествия на престол, то есть не ставшие императрицами.

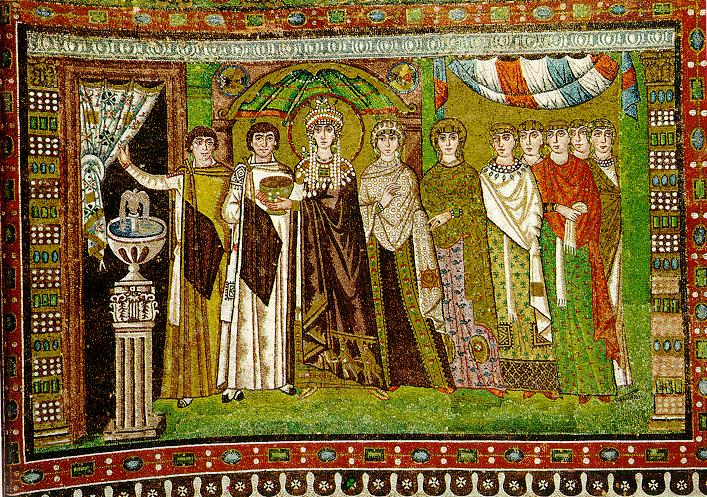
Императрица Феодора со свитой, мозаика в Равенне

Императорские браки в Византии заключались по традиционным династическим принципам, по сердечной склонности, также в VIII веке был введен обычай, позже унаследованный Русью — смотр невест, во время которого будущая жена выбиралась на основе «конкурса красоты», участницы которого собирались со всей империи. Развод согласно римскому праву был отменен в стране императором Юстинианом, а случаи развода путем насильного пострижения жены в монахини в письменных источниках редки (случаи Марии Амнийской, Ирины Ласкариной), чаще случалась внезапная смерть неугодной жены.
После смерти мужа многие вдовы предпочитали уходить в монастырь (в постриге имя традиционно меняется). Существовала традиция смены имени иностранной невесты на православное, так Чичак была крещена «Ириной»; это касалось и католиков — императрица Анна Савойская при рождении носила имя «Джованна», Феодора Токко — «Маддалена» и т. д..
Поскольку, за исключением нескольких императоров раннего периода, все императоры были верующими христианами, их браки должны были быть венчанными и подчиняться законам православия. Это подчас вызывало проблемы. Самой скандальной (и показательной с точки зрения церковного права) является процедура заключения четвёртого брака  Льва VI Философа. Три его предыдущих брака оказались бездетными, наконец, его любовница Зоя Карбонопсина в мае 905 года родила ему сына (будущий император Константин VII Багрянородный). Патриарх Николай Мистик согласился окрестить бастарда лишь 6 января 906 года, а ещё через несколько месяцев придворный священник Фома против воли патриарха обвенчал Льва и Зою. За это патриарх запретил Льву входить в церковь и тому пришлось присутствовать на службе в митатории — помещении на южной стороне храма Св. Софии, где императоры отдыхали после службы. Николай обещал снять епитимью на Рождество, но так и не сделал это. Наконец, 1 февраля 907 года император долго убеждал патриарха на пиру признать его брак. Убедившись, что всё тщетно, он сослал его и поставил патриархом игумена Евфимия, который, наконец, признал брак законным. Собор 907 года, наконец, позволил императору 4-й брак, оговорив, что это является исключительным случаем. При этом даже Евфимий не признавал Зою императрицей и не восстановил в священстве низложенного священника Фому. В 908 году Лев VI короновал трёхлетнего Константина как соимператора, чтобы упрочить позиции своего юридически незаконнорождённого сына, который в будущем подчеркнуто использовал прозвание «Багрянородный» для указания на своё правильное рождение. По смерти императора Льва в Константинополе был созван Собор (912—913), восстановивший патриарха Николая на кафедре и подтвердивший абсолютный запрет на четвёртый брак. А в 920 году был созван собор, где в присутствии папских легатов решился вопрос об отношении Церкви к четвёртому браку. Раскол николаитов и евфимиан формально завершился. Был издан томос единения, согласно которому отныне четвёртый брак признавался недопустимым ни при каких обстоятельствах, а в третий можно было вступить лишь до 40-летнего возраста. (Этот прецедент позже пригодился на Руси, см. Жёны Ивана Грозного).
Поскольку императорская кровь ценилась высоко, многие из жён императоров были их родственницами или потомками предыдущей императорской династии. Женитьба менее знатного мужчины на принцессе могла привести его к трону (см. Пульхерия и Маркиан, Ариадна и Флавий Зенон, затем Анастасий I,. Прокопия и Михаил I Рангаве, Евфросиния и Михаил II Травл, Зоя и три её мужа, Евдокия Макремволитисса и Роман IV Диоген, Мария Аланская и Никифор III Вотаниат).
Несколько императриц были канонизированы (Элия Флавия Флацилла, Евдокия, Пульхерия, Ариадна, Евфимия, Феодора, Ирина, Феодора, Феофано, Елена Драгаш).
В изобразительном искусстве облик императриц в основном отражен на мозаиках и в миниатюрах иллюминированных рукописей. Традиция делать скульптурные портреты была утрачена в первые века империи, а чести быть отчеканенной на монетах удостаивались не все из них.

## Империя до 1204 года

### Династия Константина
| Портрет         | Имя                                           | Годы жизни          | Супруг-император     | Даты брака      | Дети                                                                         | Примечание                                                                                      |
| --------------- | --------------------------------------------- | ------------------- | -------------------- | --------------- | ---------------------------------------------------------------------------- | ----------------------------------------------------------------------------------------------- |
|                 | Минервина Minervina                           |                     | Константин I Великий | 303—307 (?)     | Крисп                                                                        | Неизвестно, конкубина или жена. Оставлена из политических соображений ради следующего брака.    |
|                 | Флавия Максима Фауста Flavia Maxima Fausta    | 289/290—326         | Константин I Великий | 307—            | Константина, Крисп, Константин II, Констанций II, Констант                   | Дочь императора Максимиана и Евтропии.                                                          |
|                 | имя неизвестно, дочь Юлия Констанция          | ум. ок. 352/3       | Констанций II        | 335             |                                                                              | Умерла. Сестра Констанция Галла.                                                                |
|                 | Флавия Аврелия Евсевия Flavia Aurelia Eusebia | ум. 360 (?)         | Констанций II        | 353—360 (?)     |                                                                              | Умерла.                                                                                         |
|                 | Фаустина                                      | ок. 340 — после 366 | Констанций II        | 361             | Флавия Максима Фаустина Констанция                                           | Когда Констанций умер, она была ещё беременна их дочерью Констанцией.                           |
|                 | Константина                                   | ок. 318/319 — 354   | Ганнибалиан Младший  | 335—337         |                                                                              | 1-й брак. Дочь императора Константина Великого и Фаусты. Овдовела, затем выдана замуж вторично. |
| Констанций Галл | Константина                                   | ок. 318/319 — 354   |                      | безымянная дочь | 2-й брак. Дочь императора Константина Великого и Фаусты. Умерла прежде мужа. |                                                                                                 |
|                 | Елена                                         | ум. 360             | Юлиан II Отступник   | 360—363         |                                                                              | Дочь императора Константина I и Фаусты.                                                         |
|                 | Харито                                        |                     | Иовиан               |                 | Варрониан, безымянный сын                                                    | Овдовела.                                                                                       |

### Династия Валентиниана-Феодосия
| Портрет | Имя                                                           | Годы жизни        | Супруг-император                  | Даты брака                 | Дети                                              | Примечание |
| ------- | ------------------------------------------------------------- | ----------------- | --------------------------------- | -------------------------- | ------------------------------------------------- | --- |
|         | Марина Севира                                                 | ум. до 375 года   | Валентиниан I                     | до 359—370                 | Грациан                                           | Брак ещё до восшествия его на престол. Развод, возможно, ради следующей женитьбы.                                                                                     |
|         | Юстина Justina                                                | ок. 340 — ок. 391 | Валентиниан I                     | ок. 370—375                | Валентиниан II, Галла, Юста, Грата                | 2-й брак (в 1-м — за узурпатором Магном Магненцием, см. выше). Овдовела.                                                                                              |
|         | Альбия Домника                                                | IV век            | Валент II, впоследствии император | ? — 378                    | Анастасия, Кароза, Валентиниан Галат              | Овдовела. |
|         | Флавия Максима Фаустина Констанция Flavia Maxima Constantia   | 361/362 — 383     | Грациан                           | до 374—383                 | нет                                               | Дочь Констанция II и Фаустины. Умерла. |
|         | Лета Laeta                                                    | IV век            | Грациан                           | 383                        | нет                                               | Овдовела |
|         | Елена по легенде — св. Елена из Кэрнарфона                    |                   | Магн Максим                       |                            | Флавий Виктор, две дочери                         | |
|         | Святая Элия Флавия Флацилла Aelia Flavia Flacilla             | 375/376-386       | Феодосий I Великий                | 387—386, императрица с 378 | Флавий Аркадий, Флавий Гонорий, Пульхерия         | Умерла. |
|         | Флавия Галла                                                  | ум. 394           | Феодосий I Великий                | 387—394, императрица с 387 | Галла Плацидия, Грациан, Иоанн                    | Умерла. Дочь императора Валентиниана I и Юстины. |
|         | Элия Евдоксия Ευδοξία                                         | ум. 404           | Флавий Аркадий                    | 395—404                    | Феодосий II, Флацилла, Пульхерия, Аркадия, Марина | Умерла прежде мужа. |
|         | Святая Евдокия Aelia Eudocia Augusta, при рождении — Афинаида | 401—460           | Феодосий II                       | 421—450                    | Лициния Евдоксия, Флаккилла                       | Стала жить раздельно от мужа в Святой Земле, овдовела. |
|         | Святая Пульхерия Πουλχερία                                    | 399—453           | Маркиан                           | 450—453                    | Евфимия                                           | Дочь императора Аркадия, в девичестве была регентом при своем брате Феодосии II. Взяла в мужья незнатного человека и сделала его императором. Скончалась прежде мужа. |

### Династия Львов
| Портрет     | Имя                          | Годы жизни  | Супруг-император                         | Даты брака | Дети                             | Примечание                                                  |
| ----------- | ---------------------------- | ----------- | ---------------------------------------- | ---------- | -------------------------------- | ----------------------------------------------------------- |
|             | Элия Верина                  | ум. 484     | Лев I Макелла, впоследствии император    | ? — 474    | Ариадна, Леонтия, сын            | Овдовела. Усердно интриговала насчёт наследования престола. |
|             | Аркадия                      |             | Флавий Зенон, впоследствии император (1) |            | Зенон                            | Брак до восшествия мужа на престол.                         |
|             | Святая Ариадна Aelia Ariadne | ок. 450—515 | Флавий Зенон, впоследствии император (2) | 468—475    | Лев II                           | Дочь императора Льва I и Элии Верины. 1-й брак. Овдовела.   |
| Анастасий I | Святая Ариадна Aelia Ariadne | ок. 450—515 | 491—515                                  | нет        | Возвела мужа на престол. Умерла. |                                                             |
|             | Зенона Aelia Zenonis         | ум. 476/477 | Василиск, впоследствии император         |            | Марк                             | Вся семья была сослана и умерла в Каппадокии от голода.     |

### Династия Юстиниана
| Портрет | Имя                                                | Годы жизни          | Супруг-император                   | Даты брака | Дети                                                                             | Примечание |
| ------- | -------------------------------------------------- | ------------------- | ---------------------------------- | ---------- | -------------------------------------------------------------------------------- | --- |
|         | Святая Евфимия, при рождении — Лупакия             | ум. 523/524         | Юстин I, впоследствии император    |            | нет                                                                              | Умерла. |
|         | Святая Феодора                                     | ок. 500—548         | Юстиниан I, впоследствии император | 525—548    | нет                                                                              | Умерла. |
|         | Элия София Αίλια Σοφία, Aelia Sophia               | ок. 530 — после 601 | Юстин II                           |            | нет                                                                              | Приходилась племянницей императрице Феодоре. Овдовела. Устроила заговор против его преемника, за что и пострадала. |
|         | Элия Анастасия Aelia Anastasia, при рождении — Ино | ум. 593             | Тиберий II, впоследствии император |            | Харито, Константина                                                              | 2-й брак. Овдовела.                                                                                                |
|         | Константина                                        | ок. 560 — ок. 605   | Маврикий                           | 582—602    | Феодосий, Тиверий, Петр, Павел, Юстин, Юстиниан, Анастасия, Феоктиста, Клеопатра | Дочь императора Тиберия II и Анастасии. Овдовела, вместе с детьми казнена узурпатором.                             |
|         | Леонтия Leontia                                    |                     | Фока, впоследствии император       |            | Доменция                                                                         | Судьба после смерти мужа неизвестна.                                                                               |

### Династия Ираклия
| Портрет | Имя                         | Годы жизни          | Супруг-император       | Даты брака  | Дети                                                                                            | Примечание |
| ------- | --------------------------- | ------------------- | ---------------------- | ----------- | ----------------------------------------------------------------------------------------------- | --- |
|         | Евдокия, в крещении — Фабия | ок. 580 — 612       | Ираклий I              | 610—612     | Евдокия Епифания, Константин III Ираклий                                                        | Гречанка из Африки. Умерла. |
|         | Мартина                     | ум. после 641       | Ираклий I              | 613/620—641 | Константин, Фабий, Феодосий, Ираклий II (Ираклон), Давид, Марин, Августина, Анастасия, Феврония | Племянница своего мужа по женской линии. Овдовела. После воцарения пасынка ей отрубили язык, её сыну — нос, и сослали.                                 |
|         | Григория                    | VII век             | Константин III Ираклий | 629/630—641 | Констант II, Феодосий, дочь Мириам (?)                                                          | Дочь Никиты, двоюродного брата Ираклия I. Овдовела. |
|         | Фауста                      | ок. 630 — после 668 | Констант II            | 641         | Константин IV, Ираклий, Тиверий                                                                 | Овдовела. |
|         | Анастасия                   | ок. 650 — после 711 | Константин IV          | ? — 685     | Юстиниан II, Ираклий                                                                            | Овдовела. |
|         | Евдокия                     | VII век             | Юстиниан II            | ? — до 703  | дочь (Анастасия ?)                                                                              | Развод или смерть. |
|         | Феодора Хазарская           |                     | Юстиниан II            | 703 — ?     | Тиверий                                                                                         | Сестра хазарского кагана Ибузира, который выдал её за императора, когда тот был в изгнании. Скиталась вместе с мужем. Окончательная судьба неизвестна. |

### Исаврийская династия
| Портрет | Имя                       | Годы жизни          | Супруг-император       | Даты брака  | Дети                                                              | Примечание |
| ------- | ------------------------- | ------------------- | ---------------------- | ----------- | ----------------------------------------------------------------- | --- |
|         | Мария                     |                     | Лев III Исавр          |             | Анна, Константин V, Ирина, Космо                                  | Неизвестно, пережила ли мужа.                                                                                                  |
|         | Чичак, в крещении — Ирина | ум. 752             | Константин V,          | 732—752     | Лев IV Хазар                                                      | Хазарская принцесса, дочь кагана Вирхора (?). Брак заключен до восшествия мужа на престол. Умерла.                             |
|         | Мария                     | ум. 751             | Константин V,          | 750—751     | нет                                                               | Умерла. |
|         | Евдокия                   | VIII век            | Константин V,          | 751/769—775 | Никифор, Христофор, Никита, Анфим, Евдоким, святая Анфуса Младшая | Неизвестно, пережила ли мужа.                                                                                                  |
|         | Анна                      | ок. 705 — после 743 | узурпатор Артавазд (3) |             | Никифор, Никита и ещё семь безымянных детей                       | Дочь императора Льва III и Марии. Судьба после свержения мужа неизвестна.                                                      |
|         | Святая Ирина              | ок. 752—803         | Лев IV Хазар           | 768—780     | Константин VI Слепой                                              | Овдовела. Была регентом при сыне. Первая единодержавная императрица на византийском престоле. Свергнута, через год скончалась. |
|         | Мария Амнийская           | 770—821             | Константин VI Слепой   | 788—795     | Евфросиния, Ирина                                                 | Выбрана на смотре невест. Мужем насильно пострижена в монахини, чтобы он мог жениться вторично.                                |
|         | Феодота                   | ок. 780 — после 797 | Константин VI Слепой   | 795—        | Лев, безымянный сын                                               | После свержения мужа удалилась с ним в изгнание, овдовев, стала монахиней.                                                     |

### Династия Никифора
| Портрет | Имя            | Годы жизни          | Супруг-император                         | Даты брака | Дети                                                          | Примечание |
| ------- | -------------- | ------------------- | ---------------------------------------- | ---------- | ------------------------------------------------------------- | --- |
|         | имя неизвестно |                     | Никифор I                                |            | Ставракий, Прокопия                                           | |
|         | Феофано        |                     | Ставракий                                | 807—811    | нет                                                           | Выбрана на смотре невест (по нек. источникам). Родственница свергнутой императрицы Ирины. После свержения Ставракия оба супруга ушли в монастырь. |
|         | Прокопия       | ок. 770 — после 813 | Михаил I Рангаве, впоследствии император |            | Феофилакт, Ставракий, патриарх Игнатий, Георго, Феофано       | Дочь императора Никифора I. Способствовала восхождению мужа на престол. После свержения Михаила оба супруга ушли в монастырь.                     |
|         | Феодосия       | ок. 775 — после 826 | Лев V Армянин, впоследствии император    | ? — 820    | Константин Симбат, Василий, Григорий, Феодосий, дочь (Анна ?) | Сохранила благосостояние после свержения и смерти мужа.                                                                                           |

### Аморийская (Фригийская) династия
| Портрет | Имя                                           | Годы жизни          | Супруг-император | Даты брака  | Дети                                                             | Примечание |
| ------- | --------------------------------------------- | ------------------- | ---------------- | ----------- | ---------------------------------------------------------------- | --- |
|         | Фекла                                         | ум. ок. 824         | Михаил II Травл  |             | Феофил, Елена (?)                                                | Брак заключен до восшествия мужа на престол. Умерла. |
|         | Евфросиния                                    | ок. 790 — после 836 | Михаил II Травл  | 823-829     | нет                                                              | Дочь императора Константина VI и Марии Амнийской. Ради династического брака её забрали из монастыря, куда она была сослана отцом. Овдовела. Выбрала для юного пасынка жену и опять удалилась в монастырь. |
|         | Святая Блаженная Феодора                      | 815—867             | Феофил           | 831—842     | Константин, Михаил III, Мария, Фёкла, Анна, Анастасия, Пульхерия | Выбрана на смотре невест. Овдовела. Регентша при сыне. По его приказу насильно пострижена в монахини. |
|         | Евдокия Декаполитисса Εὐδοκία ἡ Δεκαπολίτισσα |                     | Михаил III       | 854/855—867 |                                                                  | Выбрана на смотре невест. Пережила супруга. |

### Македонская династия
| Портрет                                          | Имя                                       | Годы жизни        | Супруг-император                                      | Даты брака  | Дети | Примечание |
| ------------------------------------------------ | ----------------------------------------- | ----------------- | ----------------------------------------------------- | ----------- | --- | --- |
|                                                  | Мария                                     |                   | Василий I Македонянин (1)                             |             | Варда, Анастасия, Константин Македонянин                                                                 | Брак заключён до восшествия мужа на престол. Развод ради следующего брака. |
|                                                  | Евдокия Ингерина                          | ок. 840 — ок. 882 | Василий I Македонянин, впоследствии император (2)     | 865—886     | Лев VI, Александр, патриарх Стефан, Анна, Елена, Мария (отцом старших детей, возможно, был Михаил III)   | Дочь варяжского воина Ингера из императорской охраны, мать — дальняя родственница императорской семьи. Любовница императора Михаила III, который выдал её замуж за Василия, а позже сделал его соправителем. Овдовела.            |
|                                                  | Святая Феофано                            | ум. 895/896       | Лев VI                                                | 882—895/897 | Евдокия                                                                                                  | Выбрана на смотре невест. Из-за влюбленности мужа в Зою Заутцу удалилась от двора ок. 893, в монастыре жила, не принимая монашеского пострига. Умерла.                                                                            |
|                                                  | Зоя Заутца                                | ум. 899           | Лев VI                                                | 897—899     | Анна, Анна или Евдокия                                                                                   | 2-й брак. Долго была любовницей императора. Умерла. |
|                                                  | Евдокия Ваяна                             | ум. 901           | Лев VI                                                | ок. 900—901 | Василий                                                                                                  | Выбрана на смотре невест. Умерла. |
|                                                  | Зоя Карбонопсина                          | ? — после 919     | Лев VI                                                | 905—912     | Константин VII Багрянородный                                                                             | Сначала сожительница, после рождения сына — обвенчаны. Брак незаконен по церковным правилам, император был отлучен от церкви. Овдовела, сослана преемником — братом покойного Александром. Регент при малолетнем сыне. Свергнута. |
|                                                  | Елена Лакапина                            | ок. 910—961       | Константин VII Багрянородный                          | 919—959     | Лев, Роман II, Зоя, Феодора, Агата, Феофано, Анна                                                        | Дочь Романа I Лакапина, ставшего императором после брака дочери, и Феодоры. Овдовела. |
|                                                  | Феодора                                   | ум. 922           | Роман I Лакапин, впоследствии император               | ? — 922     | Елена Лакапина, Христофор Лакапин, Стефан Лакапин, Константин Лакапин, Феофилакт Лакапин, Агата Лакапина | Возможно, 2-я жена, и некоторые дети Романа — не её. Стала императрицей после своей дочери. Умерла. |
|                                                  | София                                     | X век             | Христофор Лакапин, впоследствии император-соправитель | ? — 931     | Ирина Лакапина, царица болгарская, Роман, Михаил                                                         | После изгнания и смерти мужа ушла в монастырь. |
|                                                  | Анна                                      |                   | Стефан Лакапин, император-соправитель                 | 933 — ?     | | |
|                                                  | Елена                                     | ум. 940           | Константин Лакапин, император-соправитель             | 939—940     | | |
|                                                  | Феофано Мамас                             |                   | Константин Лакапин, император-соправитель             | 940 — ?     | | |
|                                                  | Берта, после брака — Евдокия              | 927—949           | Роман II                                              | 944—949     | | Внебрачная дочь прованского короля Гуго. Умерла. |
|                                                  | Феофано, при рождении — Анастасия Θεοφανώ | X век             | Роман II                                              | 956—963     | Василий II Болгаробойца, Константин VIII, Елена (?), Анна Византийская                                   | 1-й брак. Овдовела. Регент при малолетних сыновьях. |
| Никифор II Фока, впоследствии император (2)      | Феофано, при рождении — Анастасия Θεοφανώ | X век             | 963—969                                               | нет         | 2-й брак. Возвела мужа на престол. После его свержения сослана в монастырь.                              | |
|                                                  | Елена Алипина                             |                   | Константин VIII                                       |             | Евдокия, Зоя, Феодора                                                                                    | Дочь первого министра императора Василия II, стала женой юного Константина. |
|                                                  | Мария Склирена                            |                   | Иоанн I Цимисхий (1)                                  |             | | Сестра генерала Варды Склира. |
|                                                  | Феодора                                   | ок. 946           | Иоанн I Цимисхий (2)                                  |             | | Дочь императора Константина VII и Елены Лакапины, сослана братом в монастырь, забрана оттуда в жены Иоанном. |
|                                                  | Феодора                                   | 984 — 1056        | не замужем                                            |             | | Дочь императора Константина VIII и Елены Алипины. Была отправлена в монастырь, откуда извлечена ради правления. Самодержавная императрица                                                                                         |
|                                                  | Зоя                                       | ок. 978—1050      | Роман III Аргир (2)                                   | 1028        | нет | 1-й брак. Дочь императора Константина VIII и Елены Алипины. Возвела мужа на престол. Ради второго брака первую жену Романа вынудили постричься. Убит Зоей и её следующим мужем ради второго брака. Также Зоя правила самодержицей |
| Михаил IV Пафлагонский, император-соправитель    | Зоя                                       | ок. 978—1050      | 1034—1041                                             | нет         | 2-й брак. Возвела мужа на престол, но вскоре было отстранена им и заперта в геникее.                     | |
| Константин IX Мономах, император-соправитель (2) | Зоя                                       | ок. 978—1050      | 1042—1050                                             | нет         | 3-й брак. Возвела мужа на престол. Умерла.                                                               | |
|                                                  | Елена Склирена                            |                   | Константин IX Мономах (1)                             |             | Анастасия Мономахиня (?), княгиня Киевская                                                               | Внучка Варды Склира, племянница императора Романа III |
|                                                  | Екатерина Болгарская                      | XI век            | Исаак I Комнин                                        | до 1059     | Мануил, Мария                                                                                            | Сестра царя Пресиана II. После пострига мужа также ушла в монастырь. |

### Династия Дука
| Портрет              | Имя                              | Годы жизни | Супруг-император      | Даты брака                 | Дети | Примечание                                  |
| -------------------- | -------------------------------- | ---------- | --------------------- | -------------------------- | --- | ------------------------------------------- |
|                      | Евдокия Макремволитисса          | 1021—1096  | Константин X Дука (2) |                            | Михаил VII, Андроник Дука, Константин Дука, Анна Дукиня, Феодора Дукиня, Зоя Дукиня                             | 1-й брак. Овдовела.                         |
| Роман IV Диоген      | Евдокия Макремволитисса          | 1021—1096  |                       | Никифор Диоген, Лев Диоген | 2-й брак. Возвела мужа на престол. Свергнута в 1071 году и пострижена в монахини.                               |                                             |
|                      | Мария Аланская Μαρία της Αλανίας | XI век     | Михаил VII Дука       | 1065—1090                  | Константин Дука                                                                                                 | 1-й брак. Дочь грузинского царя Баграта IV. |
| Никифор III Вотаниат | Мария Аланская Μαρία της Αλανίας | XI век     |                       |                            | 2-й брак. Возвела на престол мужа, потом свергла его вместе с Алексеем Комнином. Сослана последним в монастырь. |                                             |

### Династия Комнинов
| Портрет               | Имя                                                         | Годы жизни        | Супруг-император                      | Даты брака   | Дети | Примечание |
| --------------------- | ----------------------------------------------------------- | ----------------- | ------------------------------------- | ------------ | --- | --- |
|                       | Анна Далассина Ἄννα Δαλασσηνή                               | 1025—1102         | Иоанн Комнин                          | 1042—        | Мануил, Мария, Исаак, Евдокия, Феодора, Алексей I Комнин, Адриан, Никифор                                                                 | Императрица-мать, августа. |
|                       | Ирина Дукиня Ειρήνη Δούκαινα                                | 1065/66—1123      | Алексей I Комнин (2)                  | 1077/78—1118 | Анна Комнина, Мария Комнина, Иоанн II Комнин, Андроник Комнин, Евдокия Комнина, Исаак Комнин, Феодора Комнина, Михаил Комнин, Зоя Комнина | Родственница императора Константина X Дуки. Овдовела. |
|                       | Святая Ирина, при рождении — Пирошка, в монашестве — Ксения | ок. 1088—1134     | Иоанн II Комнин                       | 1104—1134    | Алексей Комнин, Мария Комнина, Андроник Комнин, Анна Комнина, Исаак Комнин, Феодора Комнина, Евдокия Комнина, Мануил I Комнин             | Венгерская принцесса. Умерла. |
|                       | предположительно Мстиславна (Добродея)                      |                   | Алексей Комнин, император-соправитель |              | Мария (либо от 2-го брака) | По источникам известно, что некая дочь великого князя киевского Мстислава Владимировича была выдана за родственника Иоанна II Комнина, согласно наиболее распространённой версии — за этого Алексея. |
|                       | предположительно Ката Грузинская                            |                   | Алексей Комнин, император-соправитель | 1136         | | Историческое предположение. Известно, что она была выдана замуж за византийца. Алексей - один из трех кандидатов. Дочь Давида IV Строителя.                                                          |
|                       | Берта Зульцбах, после брака — Ирина                         | 1110-е — 1159     | Мануил I Комнин                       | 1146—1159    | Мария Комнина, Анна Комнина | Дочь графа Беренгара Зульцбахского. Умерла. |
|                       | Мария Антиохийская                                          | 1145—1182         | Мануил I Комнин                       | 1161—1180    | Алексей II Комнин | 2-й брак. Дочь княгини Констанции Антиохийской и Раймунда де Пуатье. Овдовела. Приняла монашество с именем Ксения, была регентом при своём сыне Алексее.                                             |
|                       | Анна Французская                                            | 1171 — после 1204 | Алексей II Комнин                     | 1180—1183    | нет | 1-й брак. Дочь короля Людовика VII. Дядя её мужа Андроник убил его, узурпировал власть и женился на вдове.                                                                                           |
| Андроник I Комнин (2) | Анна Французская                                            | 1171 — после 1204 | 1183—1185                             |              | 2-й брак. Овдовела, позже вышла замуж за Феодора Брану.                                                                                   | |

### Династия Ангелов
| Портрет | Имя                                                                | Годы жизни        | Супруг-император                          | Даты брака | Дети                                                 | Примечание                                                                                               |
| ------- | ------------------------------------------------------------------ | ----------------- | ----------------------------------------- | ---------- | ---------------------------------------------------- | --- |
|         | Ирина                                                              |                   | Исаак II Ангел                            |            | Ефросиния Ангелина, Ирина Ангелина, Алексей IV Ангел | Возможно, из династии Палеологов.                                                                        |
|         | Маргит Венгерская, после брака — Мария                             | 1175 — после 1225 | Исаак II Ангел                            | 1185—1204  | Иоанн, Мануил                                        | Дочь короля Белы III Венгерского. 1-й брак. Затем замужем ещё дважды.                                    |
|         | Ефросинья Дукиня Каматира Ευφροσύνη Δούκαινα Καματερίνα ή Καματηρά | ок. 1155—1211     | Алексей III Ангел, впоследствии император |            | Ирина, Анна Ангелина, Евдокия                        | Родственница императора Константина Х Дуки.                                                              |
|         | Евдокия Ангелина Комнина                                           | ок. 1173—1211     | Алексей V Дука                            | 1204       |                                                      | Дочь императора Алексея III. 2-й брак. Муж сделан её отцом императором, затем выдана им замуж в 3-й раз. |

## Осколки империи

### Никейская империя

#### Династии Ласкарисов и Ватаца
| Портрет | Имя                                          | Годы жизни | Супруг-император                          | Даты брака     | Дети                                                      | Примечание |
| ------- | -------------------------------------------- | ---------- | ----------------------------------------- | -------------- | --------------------------------------------------------- | --- |
|         | Анна Ангелина                                | 1176—1212  | Феодор I Ласкарис, впоследствии император | 1199/1200—1212 | Ирина Ласкарина, Мария Ласкарина, Евдокия, Николай, Иоанн | Дочь императора Алексея III Ангела и Ефросиньи Дукины Каматерины. 2-й брак. Умерла. |
|         | Ирина Ласкарина Ειρήνη Λασκαρίνα             | ум. 1239   | Иоанн III Дука Ватац,                     | 1212—1221/1222 | Феодор II Ласкарис                                        | Брак заключён до восшествия мужа на престол. Дочь императора Феодора I и Анны Ангелины. 2-й брак. После рождения сына оказалась неспособной к дальнейшему деторождению и ушла в монастырь. |
|         | Анна Гогенштауфен, при рождении Констанция   | 1230—1307  | Иоанн III Дука Ватац,                     | 1244—1254      |                                                           | Овдовела. |
|         | Елена Асенина Болгарская, при рождении Мария |            | Феодор II Ласкарис                        | 1254—1258      | Ирина Дукена Ласкарина, Иоанн IV Ласкарис, Мария          | Дочь болгарского царя Ивана Асеня II. |

## Империя после 1261 года

### Династии Палеологов и Кантакузинов
| Портрет | Имя                                               | Годы жизни         | Супруг-император       | Даты брака | Дети | Примечание                                                                  |
| ------- | ------------------------------------------------- | ------------------ | ---------------------- | ---------- | --- | --------------------------------------------------------------------------- |
|         | Феодора Дукина Ватаца Θεοδώρα Δούκαινα Βατάτζαινα | ок. 1240—1303      | Михаил VIII Палеолог   | 1253—1282  | Мануил Палеолог, Андроник II Палеолог, Константин Палеолог, Ирина Палеолог, Анна Палеолог, Евдокия Палеолог, Феодора Палеолог                  | Внучатая племянница Иоанна III Дуки Ватаца, императора Никеи. Овдовела.     |
|         | Анна Венгерская                                   | ок. 1260—1281      | Андроник II Палеолог   | 1273—1281  | Михаил IX Палеолог, Константин | Дочь короля Иштвана V Венгерского. Умерла.                                  |
|         | Ирина Монферратская, при рождении — Иоланда       | 1274—1317          | Андроник II Палеолог   | 1284—      | Иоанн, Феодор, Деметрий, Симонида | Дочь Вильгельма VII, герцога Монферратского.                                |
|         | Рита Армянская, после брака — Мария               | 1278—1333          | Михаил IX Палеолог     | 1294—1320  | Андроник III Палеолог, Мануил, Анна, Феодора                                                                                                   | Дочь армянского царя Левона II Великого. Овдовела.                          |
|         | Ирина Брауншвейгская, при рождении — Адельгейда   | ок. 1293—1324      | Андроник III Палеолог  | 1318—      | сын | Дочь Генриха I, герцога Брауншвейг-Люнербургского. Умерла.                  |
|         | Анна Савойская, при рождении — Джованна           | 1306—1359          | Андроник III Палеолог  | 1326—      | Иоанн V Палеолог, Михаил, Мария, Ирина | Дочь Амадея V, графа Савойского. Овдовела. Регент при сыне.                 |
|         | Елена Кантакузин                                  | 1333—1396          | Иоанн V Палеолог       | 1347—1391  | Андроник IV, Мануил II Палеолог, Михаил, Феодор, Ирина, Мария                                                                                  | Дочь императора Иоанна VI и Ирины Асень. Овдовела.                          |
|         | Ирина Асень Ειρήνη Καντακουζηνός                  |                    | Иоанн VI Кантакузин    | 1318—      | Матфей Кантакузин, Мануил Кантакузин, Мария, Феодора, Елена Кантакузин, Андроник                                                               | Ушла в монастырь.                                                           |
|         | Кераца-Мария в монашестве — Макария               | 1348—1390          | Андроник IV Палеолог   | 1355—1385  | Иоанн VII Палеолог, 2 дочери | Дочь царя Болгарии Иоанна-Александра. Овдовев, ушла в монастырь.            |
|         | Ирина Палеологиня Ειρήνη Παλαιολογίνα             |                    | Матфей Кантакузин      | 1341       | Иоанн Кантакузин, Деметрий, Феодора, Елена, Мария                                                                                              | Внучка императора Андроника II. Сведений о судьбе после отречения мужа нет. |
|         | Елена Драгаш Ἑλένη Δραγάση Святая Ипомона         | ок. 1372—1450      | Мануил II Палеолог     | 1392—1425  | безымянная дочь, Константин, Иоанн VIII Палеолог, Андроник, Феодор II Палеолог, Михаил, Константин XI Драгаш, Димитрий Палеолог, Фома Палеолог | Дочь сербского феодала. После смерти мужа постриглась в монахини.           |
|         | Ирина Гаттилузио                                  |                    | Иоанн VII Палеолог     |            | Андроник V Палеолог | Дочь генуэзского правителя Лесбоса из рода Гаттилузио.                      |
|         | Анна Васильевна Московская                        | 1393 — август 1417 | Иоанн VIII Палеолог    | 1414       | нет | Дочь великого князя московского Василия I Дмитриевича.                      |
|         | София Монферратская                               | ум. 1431           | Иоанн VIII Палеолог    |            | нет | Дочь Теодора II Палеолога, маркиза Монферратского.                          |
|         | Мария Трапезундская Μαρία της Τραπεζούντας        | ум. 1439           | Иоанн VIII Палеолог    |            | нет | Представительница династии Комнинов на троне Трапезунда.                    |
|         | Феодора Токко, при рождении — Маддалена           | ум. 1429           | Константин XI Палеолог |            | | Дочь Леонардо Токко, владетеля Занта. Умерла до восшествия мужа на престол. |
|         | Катерина Гаттилузио                               | ум. 1442           | Константин XI Палеолог |            | | Дочь правителя Лесбоса. Умерла до восшествия мужа на престол.               |